# 黃小琥
黃小琥（1963年6月21日—），台灣女歌手，出生於高雄市鹽埕區，具豐富的pub駐唱經驗，風格與一般女歌手不同，以歌聲渾厚，靈魂唱腔著稱，也被稱為「The Queen of Pub（Pub女王）」。代表作《沒那麼簡單》為其在五年內賺進3億新臺幣。

## 音樂事業

### 背景
黃小琥在家中排行最小，自小喜歡音樂，小學時就進入了並非一般家庭小孩所能參加的合唱團，這個難得的機會讓她更努力地表現與學習。1982年因為一個代班的PUB駐唱機會，展開PUB演唱事業。這不僅支持她對歌唱的狂熱，更因為PUB駐唱累積的經驗，奠定了她精湛的歌唱實力、技巧。

### 出道
1989年黃小琥獲得第一個唱片合約。她最開始在合輯中僅有一首歌的機會，在當時並未受到市場上的注意，直至參加一場亞洲歌唱比賽脫穎而出，讓她能代表台灣，到香港與來自韓國、日本、菲律賓、馬來西亞等十二個國家的優秀選手進行決賽，獲得第四名的佳績，也獲得了簽約唱片公司的肯定與重視。

1990年8月，她發行第一張個人專輯「不只是朋友」，以特殊的嗓音、濃郁的唱腔、充沛的情感得到聽眾肯定，並且得到同年金曲獎「最佳新人獎」及「最佳錄音獎」。 

1992年5月發行第二張專輯「分不到你的愛」時，因其獨特的聲音開始受到海外媒體的注意，於是黃小琥展開了一連串的海外宣傳工作，逐步培養歌迷。

### PUB女王
黃小琥因自小受到西洋音樂的影響及出道前的西洋歌曲累積，讓黃小琥連續發行三張英文專輯（1993年－1994年）。因為她擁有雙語唱功實力，更成為PUB演唱的熱門歌手，多年來的PUB巡迴表演，使她獲得「The Queen of Pub」的封號至今。

1995年10月的全台三場大型售票演唱會，讓她的演藝事業達到了顛峰。2002年中，因為從事水泥工作的蕭煌奇爸爸到黃小琥家裝修，後來向她推薦當時還是獨立駐唱歌手的蕭煌奇，後來更一起在台灣和世界各地各個地方駐唱。到了2009年，蕭煌奇為了回饋她的提攜，就把自己作曲的《沒那麼簡單》轉讓給她，也成為送給她轉投華納唱片的禮物。

### 滅絕師太
2007年黃小琥參與《超級星光大道》的錄影，擔任客座評審，因其對參賽者嚴格、銳利的講評而被主持人陶晶瑩封為「滅絕師太」或「師太」。黃小琥在這個選秀節目中多次示範歌唱技巧並上台演出，因為她獨特渾厚的嗓音以及特殊的中性造型，讓她在許多年輕的觀眾中得到回響。

## 專輯
| 發行日期              | 專輯名稱                  | 語言類型 |
| --------------------- | ------------------------- | -------- |
| 1990/6 可登唱片       | 不只是朋友                | 國語     |
| 1992/5 可登唱片       | 分不到你的愛              | 國語     |
| 1993/9 可登唱片       | The Rose 放縱玫瑰         | 英語     |
| 1994/3 喜馬拉雅唱片   | Over the Rainbow 飛越彩虹 | 英語     |
| 1994/5 喜馬拉雅唱片   | All By Myself 我心孤獨    | 英語     |
| 1995/4 喜馬拉雅唱片   | 寂寞女子                  | 國語     |
| 1996/4 BMG 博德曼     | 午夜的單人床              | 國語     |
| 2001/6 Plum 動能音樂  | The Voice 現場演唱全紀錄  | 國語     |
| 2001/12 Plum 動能音樂 | 她的歌                    | 國語     |
| 2002/9 Plum 動能音樂  | 琥魅人生                  | 國語     |
| 2004/2 阿爾發音樂     | Voice 3(L.V醉愛情歌全輯)  | 國語     |
| 2009/12 華納音樂      | 簡單/不簡單               | 國語     |
| 2011/1 華納音樂       | 如果能…重來               | 國語     |
| 2012/3 華納音樂       | 愈愛愈明白                | 國語     |
| 2013/5 華納音樂       | 放心不下                  | 國語     |
| 2015/11 華納音樂      | 愛情原來沒什麼            | 國語     |
| 2021/10 華納音樂      | 存在                      | 國語     |

## 紀事年表
| - 1982－1988 因代班機緣，開始在全國各大夜總會、餐廳駐唱。 - 1989 - 5月 與可登唱片簽約。 - 7月 發行單曲「你是我最愛」，收錄於「世界等著我們」合輯（可登唱片發行）。 - 8月 發行單曲「電話」，收錄於「我們II生日快樂」合輯（可登唱片發行）。 - 12月 赴香港代表台灣參加「亞洲歌唱比賽」，榮獲初賽第一名，總決賽第四名。 - 1990 - 8月 發行個人第一張國語專輯「不只是朋友」（可登唱片發行）。 - 9月 榮獲第二屆金曲獎「最佳新人獎」。 - 9月 第一張個人專輯「不只是朋友」榮獲第二屆金曲獎「最佳錄音獎」。 - 1992 - 5月 發行第二張國語專輯「分不到你的愛」（可登唱片發行）。 - 6月 重回pub固定演出。 - 7月 擔任可口可樂華語地區廣告主唱人。 - 1993 - 6月 擔任「ＹＡＭＡＨＡ功學社」音樂產品年度聲音模特兒。 - 9月 發行個人第一張英文專輯「The Rose 放縱玫瑰」（可登唱片發行）。 - 1994 - 1月 與「喜馬拉雅」唱片簽約。 - 3月 發行第二張英文專輯「Over the Rainbow 飛越彩虹」（喜馬拉雅唱片發行），並首次擔任自己專輯企劃及製作。 - 5月 發行第三張英文專輯「All By Myself 我心孤獨」（喜馬拉雅唱片發行）。 - 10月 受邀參加中國廣播電台之「西洋金曲演唱會」。 - 12月 首次於國父紀念館舉行個人演唱會「底細 Jazz Band v.s. 黃小琥爵士之夜」。 - 1995 - 4月 發行第三張國語專輯「寂寞女子」（喜馬拉雅唱片發行）。 - 7月 舉行全國十場pub巡迴演唱會。 - 10月 首次南北兩地舉辦三場大型個人（售票）演唱會。 - 12月 發行第一張國語精選輯「異類聲情」（喜馬拉雅唱片發行）。 - 1996 - 1月 與BMG簽約。 - 4月 發行第四張國語專輯「午夜的單人床」（BMG發行〉。 - 11月 舉行全國十場pub巡迴演唱會。 - 1997 - 5月 受邀參加果陀劇場舞台劇《吻我吧！娜娜》，與「音樂劇王子」王柏森擔任男女主角，全國十場巡迴演出。 - 7月 受邀參加麗星郵輪「山羊超級巨星號（Star Cruise）」二次共四場演出。 - 1998-2000 主婦之店、藍色狂想、HARDROCK CAFE TAIPEI演出。 - 2001 - 6月 發行live精選專輯「The Voice 現場演唱全紀錄」（Plum 動能音樂 亞律音樂發行）。 - 12月 第五張國語專輯「她的歌」(Plum 動能音樂 亞律音樂發行）。 - 2002 - 9月 發行第六張國語專輯「琥魅人生」（Plum 動能音樂 亞律音樂發行)。 其中收錄一首原唱江美麗的「暝那會這呢長」 - 2004 - 2月 發行「Voice 3(L.V醉愛情歌全輯)」（阿爾發音樂發行）。 - 2007 擔任超級星光大道客座評審。暱稱為「師太」。 - 12月 31日結束與前經紀公司6年的合作，加入「星光娛樂」經紀公司，與經紀人牟鐘恩展開合作關係。 - 2008 - 5月 8日個人演唱會在台北國際會議中心登場，16日首度回到出生地高雄開唱，17日巡迴至台中。 - 2009 - 7月16日，高雄世運開幕典禮與閉幕典禮，與信、海莉等人演唱。 - 10月18日，在「香港商遠東恆天然乳品有限公司台灣分公司」主辦的第三屆「安怡超敢動，全民健康動」演唱。 - 2010 - 1月1日《简单不简单》 同时主打歌《没那么简单》 - 2011 - 1月17日 黄小琥新专辑《如果能...重来》于1月14日发行。 - 2012 - 3月1日 新专辑《愈爱愈明白》发行 - 2013 - 5月8日 新专辑《放心不下》发行 - 6月22日 北京工人体育馆举办《没那么简单》大型演唱会，嘉宾 萧煌奇。 - 2015 - 11月13日 新專輯《愛情原來沒什麼》發行 - 2016 - 1月1日 台中 Legacy Taichung 台中音樂傳記《愛情原來沒什麼》搶聽音樂會 - 1月5日 高雄 藍色狂想音樂餐廳《愛情原來沒什麼》搶聽音樂會 - 1月6日 台北 永豐 Legacy Taipei 音樂展演空間《愛情原來沒什麼》搶聽音樂會 - 4月9日 台北 Taipei Legacy 傳記《2016 Voice Up Concert 讚聲演唱會》 - 2017 - 5月27日 台北 台北小巨蛋《狂》黃小琥2017巡迴演唱會 - 2020 - 1月10日 新单曲《春到了》发行 - 9月11日 新单曲《I Sing》发行 - 2021 - 7月23日 新单曲《好好唱歌》发行 - 9月10日 新单曲《只有你知道》发行 - 10月29日 新专辑《存在》发行，除收录2020年-2021年发行的四首单曲外，还另外收录7首新歌。 黃小琥家裡在高雄市鹽埕區有一家將近開業六十年的早餐店「FIFTY YEARs 杏仁茶」，在鹽埕當地頗有名氣。該店老闆娘黃百佛，是黃小琥的姊姊，網路稱這家杏仁茶店叫「師姐的店」（滅絕師太的姊姊）。 |

## 戲劇
- 2008年 歡喜來逗陣 飾林慧婷

## 电影
- 2013年冠军歌王 特别饰演

## 主持
- 2019年《就愛瘋音樂》

## 綜藝節目
- 2005年 康熙來了 節目來賓
- 2013年 全能星战 参赛歌手
- 2015年 蒙面歌王 (中国)
- 2016年 我想和你唱
- 2017年 金鸡献瑞迎新春
- 2017年 不凡的改变

## 獎項紀錄

### 音樂類
| 年份   | 頒獎典禮     | 獎項               | 作品        | 結果 |
| ------ | ------------ | ------------------ | ----------- | ---- |
| 1990年 | 第2屆金曲獎  | 最佳新人獎         | 不只是朋友  | 獲獎 |
| 1990年 | 第2屆金曲獎  | 最佳演唱錄音專輯獎 | 不只是朋友  | 獲獎 |
| 1990年 | 第2屆金曲獎  | 年度專輯獎         | 不只是朋友  | 提名 |
| 2010年 | 第21屆金曲獎 | 最佳國語女歌手獎   | 簡單/不簡單 | 提名 |

## 外部連結
- 黃小琥個人官網
- 黃小琥 (superTigerHuang)的Facebook專頁
- 痞客邦PIXNET黃小琥音樂嘉年華相關網站
- 黃小琥網易雲音樂主頁 （页面存档备份，存于）